# Parlament v Dublinu
Stavba parlamenta (irsko Tigh Pharlaimint) v Dublinu na Irskem je bila sedež dvodomnega irskega parlamenta, pozneje pa Irske banke. To je prva dvodomna parlamentarna hiša na svetu, v resnici sta bili dvorani parlamenta Kraljevine Irske, preden je bila združena z Združenim kraljestvom z Zakonom o združitvi 1800. Stoji v College Greenu v Dublinu.

## Zgodovina
V 17. stoletju je bil parlament v Chichesterjevi hiši, rezidenci Hoggen Green (pozneje College Green), ki je bila v lasti sira Georgea Carewa, predsednika Munstra in vrhovnega državnega blagajnika Irske. Zgrajena je bila kot samostan za nune, ki ga je ukinil kralj Henrik VIII. Carewova rezidenca (pozneje Chichesterjeva hiša v čast kasnejšega lastnika sira Arthurja Chichesterja) je bila stavba takega pomena, da je omogočala, da postane začasni sedež sodne palače Kraljevine Irske med sodnim zasedanjem  leta 1605. V tej palači so bile 16. novembra 1612 podpisane listine o organizirani kolonizaciji Ulstra z ljudmi iz Velike Britanije, ko je bil kralj Jakob VI. in I. Večina kolonistov je prišla iz Škotske in Anglije.

## Nova stavba
Parlamentarna stavba je bila v slabem stanju, posebej glede na to, čemu je bila namenjena, neprimerna je bila za parlamentarne sestanke. Leta 1727 se je parlament odločil, da bo za gradnjo nove stavbe na kraju samem namenil 6000 £. To je bila prva stavba na svetu, zgrajena posebej za  dva domova. Takratna Westminstrska palača, sedež angleškega parlamenta in kasneje britanskega, je preprosto prilagojena s čudno razporeditvijo sedežev v spodnjem domu zaradi prisotnosti nekdanje kapele v prostoru. Zato so poslanci obrnjeni nasproti v starih cerkvenih klopeh, tako je ostalo tudi, ko so zgradili nov britanski parlament v sredini 19. stoletja, ko je bila srednjeveška struktura uničena med požarom.
Zasnova te radikalno nove strukture, ena od dveh stavb posebej za irski parlament, je bila zaupana nadarjenemu mlademu arhitektu Edwardu Lovettu Pearceu, ki je bil namestnik in varovanec predsednika spodnjega doma parlamenta Williama Connollyja iz hiše Castletown. Ker se je gradnja začela, se je parlament preselil v bolnišnico Blue Coat severno od Dublina. Temeljni kamen nove stavbe je bil postavljen 3. februarja 1729.

## Projekt
Projekt za nov irski parlament, ki ga je naredil Pearce, je bil revolucionaren. Konstrukcija je bila  polkrožna in je pokrivala okrog 6000 m² zemljišča. V nasprotju s Chichesterjevo hišo, ki je bila oddaljena od Hoggen Greena, se je nova struktura odprla neposredno v park. Glavni vhod je nastal s kolonado jonskih stebrov, ki se raztezajo okoli treh strani vhodnega četverokotnika in so v obliki črke E. Nad portikom so trije kipi, ki predstavljajo Hibernijo (latinsko ime za Irsko), Zvestobo in Trgovino (kasneje izklesal Edward Smyth). Nad glavnim vhodom je bil v kamen izklesan kraljev heraldični grb.
Stavbo je dokončal arhitekt James Gandon, saj je Pearce umrl. Gandon je bil odgovoren za tri najboljše zgradbe v Dublinu: Carinsko hišo (Custom House),  Štiri sodišča (Four Courts) in Kraljeva gostišča (King's Inns). Med letoma 1785 in 1789 je na vzhodu stavbe dodal nov vhod s stebri, ki gleda na ulico Westmoreland. V nasprotju z glavnim vhodom na jug, ki je postal znan kot vstop v hišo, je imel nov vhod šest korintskih stebrov. Čeznje so bili postavljeni trije kipi Edwarda Smytha, ki predstavljajo Trdnost, Pravičnost in Svobodo. Zakrivljena stena se je pridružila Pearceovemu vhodu v Gandonovem podaljšku. Ta je prikrila neenakomerne povezave nekaterih razširitev. Stena, zgrajena iz granita z vdelanimi ploščami, ima nekaj podobnosti s stavbo, kakršna je bila v parlamentarnih dneh.
Na zahodni strani je bila dodana še razširitev na Fosterjev trg, ki jo je leta 1787 oblikoval arhitekt Robert Parke; medtem ko se je ujemal z Gandonovim portikom, je poskusil drugačno rešitev, ki je povezovala drug portik z glavnim Pearceovim z vrsto jonskih stebrov, a se je pokazala neprivlačna. Ko je Irska banka prevzela stavbo, je ustvaril arhitekturno enotnost, tako da je vrsto jonskih stebrov zamenjal z zaobljenim zidom, podobnim vzhodni Gandonovi steni. Jonski stebri so bili nato dodani v obe ukrivljeni steni, s čimer so razširitve predstavljale arhitekturno in vizualno enotnost, ki je bila prej pomanjkljiva in je ustvarila končno zunanjo zgradbo.
Notranjost je bila nenavadna in simbolična. Medtem ko sta bila v številnih parlamentarnih stavbah, v katerih sta imela domova seje v isti stavbi, domova enaka ali pa je zgornji dom dobil  vidnejše mesto v stavbi, je bil v novem irskem parlamentu spodnji dom osmerokotna zbornica v središču stavbe. Manjša lordska zbornica je imela v bližini nižji položaj.
Izvirna zbornica spodnjega doma je bila uničena v požaru v 1970-ih. Manj kompleksna nova zbornica brez kupole je bila obnovljena na isti lokaciji in se je gradnja začela leta 1796, štiri leta pred končno odpravo parlamenta.